# Campeonato Europeu de Beisebol de 1993
O Campeonato Europeu de Beisebol de 1993 foi a 23º edição do principal torneio entre seleções nacionais de beisebol da Europa. A campeã foi a Seleção Neerlandesa de Beisebol, que conquistou seu 14º título na história da competição. O torneio foi sediado na Suécia.